# Струйная логика
Струйная логика (англ. fuidics или fluidic logic, от лат. fluidis — «текучий») — технология построения логических схем на основе явлений гидравлики или пневматики. Такие схемы по своему назначению аналогичны электрическим и электронным, но кардинально отличаются от последних принципом работы: основным процессом в системах струйной логики является движение жидкостей или газов.
Данная технологичная серия была разработана в СССР. Выпускалась и применялась под общим названием «Волга».

## Пневмоструйная логика

Струйный пневмоусилитель

В пневмоусилителе источник струи, например воздуха, воды или гидравлической жидкости входит в устройство снизу по рисунку. Давление, приложенное ко входам управления {\displaystyle C_{1}} или {\displaystyle C_{2}} отклоняет основной поток, так что он выходит через выходы {\displaystyle O_{1}} или {\displaystyle O_{2}.} Поток на входе может быть намного слабее, чем отклоняемый поток, поэтому устройство обладает усилением.
Этот базовый элемент может быть использован для создания других струйных логических элементов, а также струйных генераторов, которые могут использоваться как триггеры. Из этих элементов может быть построена несложная цифровая логика.
Струйные усилители имеют полосу пропускания до нескольких килогерц, поэтому системы построенные на их основе довольно медленные по сравнению с электронными устройствами.